# Ukrainsk (sprog)
Ukrainsk (ukrainsk: українська мова, tr. ukraіnska mova) er et østslavisk sprog, beslægtet med russisk og hviderussisk. Ukrainsk skrives med en ukrainsk variant af det kyrilliske alfabet ved navn "Abetka".
Ukrainsk blev ved en grundlovsændring i 1996 det eneste officielle sprog i Ukraine, mens landets øvrige sprog har status som minoritetssprog. Ukrainsk er modersmål for ca. 38 millioner. Sproget tales også i bl.a. Rusland, Hviderusland, Kasakhstan og i diasporabefolkninger i bl.a. Australien, Argentina og USA.

## Slægtskab
Ukrainsk nærmeste slægtninge er: 
| - Østslavisk - † Gammel østslavisk sprog - † Gammel Novgorod - † Ruthensk - Hviderussisk - Russisk - Ukrainsk - Rusinsk - Pannonian Rusinsk |

## Historie
Spørgsmålet om hvor længe man har talt ukrainsk kan ikke besvares, da der ikke har været et sprog af det navn tidligere end 1798 har man ingen skriftlige kilder. Moderne linguister kan dog spore ukrainsk til 1300 tallets Kijevriget. Det område, der kendes som det moderne Ukraine, blev en del af det lithauiske rige, senere Den polsk-litauiske personalunion, der eksisterede fra 1236 til 1795. Det lange politiske tilhørsforhold til områder med vestslaviske sprog, især polsk, bevirkede en sproglig adskillelse fra fra østligere varianter af det fælles slaviske sprog, der taltes længere nordpå, især moskovitisk, det senere russisk. Således gjorde man i den polsk-dominerede del af riget (Rzeczpospolita) brug af et ukrainsk lignende sprog ved navn rutensk som officielt sprog, og der er skriftlige arbejder på sproget.   
Den første der har skrevet noget kendt på ukrainsk er Ivan Kotliarevsky i form af hans heroiske digt fra 1798:  
"Hvor kærligheden til moderlandet fremkalder heltedåd, kan en fjende ikke overvinde, så er et bryst stærkere end kanoner."
Allerede her ses udkrystalliseret forskelle fra de to andre østsydslaviske sprog, hviderussisk og ukrainsk. Eksempler på fonetisk udvikling:
- Sammenfald af fællesslaviske vokaler ы /ŭ/ og и /i/ til moderne ukrainsk и /ɨ/
- Tendens til hærdning af konsonanterne, især foran е /e/
- Bevarelse af udlydende vokal i infinitivmærket -ти /ti/, f. eks. fællesslavisk писати /pisati/ > ukrainsk писати /pɨsatɨ/, men  russisk писать /pʲisatʲ/
- Vokalisering af hårdt /ɫ/ til /o/ eller /u/ (og, hvor muligt, efterfølgende assimilation), f. eks. oldslavisk млъва /mlŭva/ "omtale" > gammelt østslavisk (oldrussisk) мълва > russisk молва /molva/ "rygte", men ukrainsk мова /mova/ "sprog".
- Alternation af /o/ og /i/, hvor /o/ bruges i åbne stavelser, mens /i/ bruges i lukkede stavelser, f. eks. nom. sg. кіт /kit/ da. "kat" (russisk: кот /kot/, кота /kota/), men nom. gen. /kota/; дім /dim/ "hjem", men вдома /vdoma/ "hjemme" (russisk: дом /dom/ "hus, hjem", дома /doma/ "hjemme"; рік /rik/ "år", men року /poku/ "årets".
- Overgang af jat' Ѧ /ä/ til і /i/, f. eks. gammelt østslavisk рѧка [räkа] "flod" > ріка [r'ika] (men russisk река [rʲeka]), gammelt østslavisk лѧто [läto] "sommer" > ukrainsk літо [lʲito], russisk лето [lʲeto]
- Fravær af kvalitativ reduktion af vokaler i tryksvage stavelser, f. eks. молоко "mælk" > ukrainsk [molo'ko], russisk [məlʌ'ko]. Dette er en sen udvikling og afspejles ikke i russisk skriftsprog, men bliver dog reflekteret i det hviderussiske skriftsprog:  малако [mala'ko].

Noter:

1. ↑  † ~ uddød